# Lista de voos espaciais tripulados (2010-2019)
Lista de voos orbitais tripulados que ocorreram no período entre 2010 (STS-130) e 2019 (Soyuz MS-15), além do tempo decorrido desde quando as missões ocorreram.

## Lista
| Nº                                                                           | Lançamento              | Aterrissagem            | Duração            | Missão        | Nave Destino                | Local de lançamento | Local de aterrissagem | Tripulação                         | Ref.                 |
| ---------------------------------------------------------------------------- | ----------------------- | ----------------------- | ------------------ | ------------- | --------------------------- | ------------------- | --------------------- | ---------------------------------- | -------------------- |
| 9 anos, 7 meses e 17 dias Lançamento da STS-130 e lançamento da Soyuz MS-15. |                         |                         |                    |               |                             |                     |                       |                                    |                      |
| 2010                                                                         |                         |                         |                    |               |                             |                     |                       |                                    |                      |
| 270                                                                          | 08.02.2010 09:14:07 UTC | 22.02.2010 03:20:29 UTC | 13d 18h 06m 22s    |               | Endeavour (OV-105)          | LC-39A              | Kennedy               |                                    | [ 1 ] [ 2 ]          |
| 270                                                                          | 15 anos                 | 15 anos                 | 13d 18h 06m 22s    | NASA          | EEI                         | LC-39A              | Kennedy               |                                    | [ 1 ] [ 2 ]          |
| 271                                                                          | 02.04.2010 04:04:33 UTC | 25.09.2010 05:23:10 UTC | 176d 01h 18m 38s   | Soyuz TMA-18  | Soyuz TMA 11F732A17 #228    | Baikonur 1/5        | Província de Qostanay |                                    | [ 3 ] [ 4 ]          |
| 271                                                                          | 14 anos                 | 14 anos                 | 176d 01h 18m 38s   | RKA           | EEI                         | Baikonur 1/5        | Província de Qostanay |                                    | [ 3 ] [ 4 ]          |
| 272                                                                          | 05.04.2010 10:21:25 UTC | 20.04.2010 13:08:34 UTC | 15d 03h            |               | Discovery (OV-103)          | LC-39A              | Kennedy               |                                    | [ 5 ] [ 6 ]          |
| 272                                                                          | 14 anos                 | 14 anos                 | 15d 03h            | NASA          | EEI                         | LC-39A              | Kennedy               |                                    | [ 5 ] [ 6 ]          |
| 273                                                                          | 14.05.2010 18:20:09 UTC | 26.05.2010 12:48:08 UTC | 11d 18h            |               | Atlantis (OV-104)           | LC-39A              | Kennedy               |                                    | [ 7 ] [ 8 ]          |
| 273                                                                          | 14 anos                 | 14 anos                 | 11d 18h            | NASA          | EEI                         | LC-39A              | Kennedy               |                                    | [ 7 ] [ 8 ]          |
| 274                                                                          | 15.06.2010 21:35:18 UTC | 26.11.2010 04:46:53 UTC | 163d 07h 11m 34s   | Soyuz TMA-19  | Soyuz TMA 11F732A17 #229    | Baikonur 1/5        | Distrito de Zharkain  |                                    | [ 9 ] [ 4 ]          |
| 274                                                                          | 14 anos                 | 14 anos                 | 163d 07h 11m 34s   | RKA           | EEI                         | Baikonur 1/5        | Distrito de Zharkain  |                                    | [ 9 ] [ 4 ]          |
| 275                                                                          | 07.10.2010 23:10:54 UTC | 16.03.2011 07:54:05 UTC | 159d 08h 43m 10s   | Soyuz TMA-01M | Soyuz TMA-M 11F732A47 #701  | Baikonur 1/5        | Distrito de Zharkain  |                                    | [ 10 ] [ 4 ]         |
| 275                                                                          | 14 anos                 | 14 anos                 | 159d 08h 43m 10s   | RKA           | EEI                         | Baikonur 1/5        | Distrito de Zharkain  |                                    | [ 10 ] [ 4 ]         |
| 276                                                                          | 15.12.2010 19:09:24 UTC | 24.05.2011 02:26:40 UTC | 159d 07h 17m 15s   | Soyuz TMA-20  | Soyuz TMA 11F732A17 #230    | Baikonur 1/5        | Distrito de Zhanaarka |                                    | [ 11 ] [ 4 ]         |
| 276                                                                          | 14 anos                 | 13 anos                 | 159d 07h 17m 15s   | RKA           | EEI                         | Baikonur 1/5        | Distrito de Zhanaarka |                                    | [ 11 ] [ 4 ]         |
| 2011                                                                         |                         |                         |                    |               |                             |                     |                       |                                    |                      |
| 277                                                                          | 24.02.2011 21:53:24 UTC | 09.03.2011 16:57:15 UTC | 12d 19h            |               | Discovery (OV-103)          | LC-39A              | Kennedy               |                                    | [ 12 ] [ 13 ]        |
| 277                                                                          | 14 anos                 | 14 anos                 | 12d 19h            | NASA          | EEI                         | LC-39A              | Kennedy               |                                    | [ 12 ] [ 13 ]        |
| 278                                                                          | 04.04.2011 22:18:20 UTC | 16.09.2011 03:59:43 UTC | 164d 05h 41m 24s   | Soyuz TMA-21  | Soyuz TMA 11F732A17 #231    | Baikonur 1/5        | Distrito de Zhanaarka |                                    | [ 14 ] [ 4 ]         |
| 278                                                                          | 13 anos                 | 13 anos                 | 164d 05h 41m 24s   | RKA           | EEI                         | Baikonur 1/5        | Distrito de Zhanaarka |                                    | [ 14 ] [ 4 ]         |
| 279                                                                          | 16.05.2011 24:55:42 UTC | 01.06.2011 06:34:50 UTC | 15d 18h            |               | Endeavour (OV-105)          | LC-39A              | Kennedy               |                                    | [ 15 ] [ 16 ]        |
| 279                                                                          | 13 anos                 | 13 anos                 | 15d 18h            | NASA          | EEI                         | LC-39A              | Kennedy               |                                    | [ 15 ] [ 16 ]        |
| 280                                                                          | 07.06.2011 20:12:44 UTC | 22.11.2011 02:24:50 UTC | 167d 06h 12m 05s   | Soyuz TMA-02M | Soyuz TMA-M 11F732A47 #702  | Baikonur 1/5        | Distrito de Zharkain  |                                    | [ 17 ]               |
| 280                                                                          | 13 anos                 | 13 anos                 | 167d 06h 12m 05s   | ARAE          | EEI                         | Baikonur 1/5        | Distrito de Zharkain  |                                    | [ 17 ]               |
| 281                                                                          | 08.07.2011 15:29:04 UTC | 21.07.2011 09:56:56 UTC | 12d 18h            |               | Atlantis (OV-104)           | LC-39A              | Kennedy               |                                    | [ 18 ] [ 19 ] [ 20 ] |
| 281                                                                          | 13 anos                 | 13 anos                 | 12d 18h            | NASA          | EEI                         | LC-39A              | Kennedy               |                                    | [ 18 ] [ 19 ] [ 20 ] |
| 282                                                                          | 14.11.2011 04:14:03 UTC | 27.04.2012 11:45:35 UTC | 165d 07h 31m 31s   | Soyuz TMA-22  | Soyuz TMA 11F732A17 #232    | Baikonur 1/5        | Distrito de Zharkain  |                                    | [ 21 ] [ 4 ]         |
| 282                                                                          | 13 anos                 | 12 anos                 | 165d 07h 31m 31s   | RKA           | EEI                         | Baikonur 1/5        | Distrito de Zharkain  |                                    | [ 21 ] [ 4 ]         |
| 283                                                                          | 21.12.2011 13:16:14 UTC | 01.07.2012 08:14:41 UTC | 192d 18h 58m 28s   | Soyuz TMA-03M | Soyuz TMA-M 11F732A47 #703  | Baikonur 1/5        | Cazaquistão           |                                    | [ 22 ]               |
| 283                                                                          | 13 anos                 | 12 anos                 | 192d 18h 58m 28s   | ARAE          | EEI                         | Baikonur 1/5        | Cazaquistão           |                                    | [ 22 ]               |
| 2012                                                                         |                         |                         |                    |               |                             |                     |                       |                                    |                      |
| 284                                                                          | 15.05.2012 03:01:22 UTC | 17.09.2012 02:52:51 UTC | 124d 23h 51m 30s   | Soyuz TMA-04M | Soyuz TMA-M 11F732A47 #705  | Baikonur 1/5        | Distrito de Zharkain  |                                    | [ 23 ]               |
| 284                                                                          | 12 anos                 | 12 anos                 | 124d 23h 51m 30s   | ARAE          | EEI                         | Baikonur 1/5        | Distrito de Zharkain  |                                    | [ 23 ]               |
| 285                                                                          | 16.06.2012 10:37:24 UTC | 29.06.2012 02:02:49 UTC | 12d 15h 25m 24s    | Shenzhou 9    | Shenzhou-9                  | Jiuquan LA-4/SLS-1  | Bandeira de Dorbod    |                                    | [ 24 ]               |
| 285                                                                          | 12 anos                 | 12 anos                 | 12d 15h 25m 24s    | CMSA          | Tiangong 1                  | Jiuquan LA-4/SLS-1  | Bandeira de Dorbod    |                                    | [ 24 ]               |
| 286                                                                          | 15.07.2012 02:40:03 UTC | 19.11.2012 01:53:20 UTC | 126d 23h 13m 17s   | Soyuz TMA-05M | Soyuz TMA-M 11F732A47 #706  | Baikonur 1/5        | Distrito de Zharkain  |                                    | [ 25 ]               |
| 286                                                                          | 12 anos                 | 12 anos                 | 126d 23h 13m 17s   | ARAE          | EEI                         | Baikonur 1/5        | Distrito de Zharkain  |                                    | [ 25 ]               |
| 287                                                                          | 23.10.2012 10:51:10 UTC | 16.03.2013 03:06:13 UTC | 143d 16h 15m 02s   | Soyuz TMA-06M | Soyuz TMA-M 11F732A47 #707  | Baikonur 31/6       | Distrito de Zharkain  |                                    | [ 26 ]               |
| 287                                                                          | 12 anos                 | 11 anos                 | 143d 16h 15m 02s   | ARAE          | EEI                         | Baikonur 31/6       | Distrito de Zharkain  |                                    | [ 26 ]               |
| 288                                                                          | 19.12.2012 12:12:35 UTC | 14.05.2013 02:30:47 UTC | 145d 14h 18m 12s   | Soyuz TMA-07M | Soyuz TMA-M 11F732A47 #704A | Baikonur 1/5        | Distrito de Zhanaarka |                                    | [ 27 ]               |
| 288                                                                          | 12 anos                 | 11 anos                 | 145d 14h 18m 12s   | ARAE          | EEI                         | Baikonur 1/5        | Distrito de Zhanaarka |                                    | [ 27 ]               |
| 2013                                                                         |                         |                         |                    |               |                             |                     |                       |                                    |                      |
| 289                                                                          | 28.03.2013 20:43:20 UTC | 11.09.2013 02:58:28 UTC | 166d 06h 15m 08s   | Soyuz TMA-08M | Soyuz TMA-M 11F732A47 #708  | Baikonur 1/5        | Distrito de Zhanaarka |                                    | [ 28 ]               |
| 289                                                                          | 11 anos                 | 11 anos                 | 166d 06h 15m 08s   | ARAE          | EEI                         | Baikonur 1/5        | Distrito de Zhanaarka |                                    | [ 28 ]               |
| 290                                                                          | 28.05.2013 20:31:24 UTC | 11.11.2013 02:49:00 UTC | 166d 06h 17m 36s   | Soyuz TMA-09M | Soyuz TMA-M 11F732A47 #709  | Baikonur 1/5        | Distrito de Zhanaarka |                                    | [ 29 ]               |
| 290                                                                          | 11 anos                 | 11 anos                 | 166d 06h 17m 36s   | ARAE          | EEI                         | Baikonur 1/5        | Distrito de Zhanaarka |                                    | [ 29 ]               |
| 291                                                                          | 11.06.2013 09:38:02 UTC | 26.06.2013 00:07:06 UTC | 14d 14h 29m 03s    | Shenzhou 10   | Shenzhou-10                 | Jiuquan LA-4/SLS-1  | Bandeira de Dorbod    | N. Haisheng Z. Xiaoguang W. Yaping | [ 30 ]               |
| 291                                                                          | 11 anos                 | 11 anos                 | 14d 14h 29m 03s    | CMSA          | Tiangong 1                  | Jiuquan LA-4/SLS-1  | Bandeira de Dorbod    | N. Haisheng Z. Xiaoguang W. Yaping | [ 30 ]               |
| 292                                                                          | 25.09.2013 20:58:50 UTC | 11.03.2014 03:23:48 UTC | 166d 06h 24m 58s   | Soyuz TMA-10M | Soyuz TMA-M 11F732A47 #710  | Baikonur 1/5        | Distrito de Zhanaarka |                                    | [ 31 ]               |
| 292                                                                          | 11 anos                 | 11 anos                 | 166d 06h 24m 58s   | ARAE          | EEI                         | Baikonur 1/5        | Distrito de Zhanaarka |                                    | [ 31 ]               |
| 293                                                                          | 07.11.2013 04:14:15 UTC | 14.05.2014 01:58:06 UTC | 187d 21h 43m 52s   | Soyuz TMA-11M | Soyuz TMA-M 11F732A47 #711  | Baikonur 1/5        | Distrito de Zhanaarka |                                    | [ 32 ]               |
| 293                                                                          | 11 anos                 | 10 anos                 | 187d 21h 43m 52s   | ARAE          | EEI                         | Baikonur 1/5        | Distrito de Zhanaarka |                                    | [ 32 ]               |
| 2014                                                                         |                         |                         |                    |               |                             |                     |                       |                                    |                      |
| 294                                                                          | 15.03.2014 21:17:23 UTC | 11.09.2014 02:23:09 UTC | 169d 05h 05m 46s   | Soyuz TMA-12M | Soyuz TMA-M 11F732A47 #712  | Baikonur 1/5        | Distrito de Zhanaarka |                                    | [ 33 ]               |
| 294                                                                          | 11 anos                 | 10 anos                 | 169d 05h 05m 46s   | ARAE          | EEI                         | Baikonur 1/5        | Distrito de Zhanaarka |                                    | [ 33 ]               |
| 295                                                                          | 28.05.2014 19:57:40 UTC | 10.11.2014 03:58:49 UTC | 165d 08h 01m 09s   | Soyuz TMA-13M | Soyuz TMA-M 11F732A47 #713  | Baikonur 1/5        | Distrito de Zharkain  |                                    | [ 34 ]               |
| 295                                                                          | 10 anos                 | 10 anos                 | 165d 08h 01m 09s   | ARAE          | EEI                         | Baikonur 1/5        | Distrito de Zharkain  |                                    | [ 34 ]               |
| 296                                                                          | 25.09.2014 20:24:59 UTC | 12.03.2015 02:07:40 UTC | 167d 05h 42m 40s   | Soyuz TMA-14M | Soyuz TMA-M 11F732A47 #714  | Baikonur 1/5        | Distrito de Zhanaarka |                                    | [ 35 ]               |
| 296                                                                          | 10 anos                 | 10 anos                 | 167d 05h 42m 40s   | ARAE          | EEI                         | Baikonur 1/5        | Distrito de Zhanaarka |                                    | [ 35 ]               |
| 297                                                                          | 23.11.2014 21:01:13 UTC | 11.06.2015 13:43:56 UTC | 199d 16h 42m 43s   | Soyuz TMA-15M | Soyuz TMA-M 11F732A47 #715  | Baikonur 31/6       | Distrito de Zhanaarka |                                    | [ 36 ]               |
| 297                                                                          | 10 anos                 | 9 anos                  | 199d 16h 42m 43s   | ARAE          | EEI                         | Baikonur 31/6       | Distrito de Zhanaarka |                                    | [ 36 ]               |
| 2015                                                                         |                         |                         |                    |               |                             |                     |                       |                                    |                      |
| 298                                                                          | 27.03.2015 19:42:57 UTC | 12.09.2015 00:51:30 UTC | 168d 05h 08m 34s   | Soyuz TMA-16M | Soyuz TMA-M 11F732A47 #716  | Baikonur 1/5        | Distrito de Zhanaarka |                                    | [ 37 ]               |
| 298                                                                          | 9 anos                  | 9 anos                  | 168d 05h 08m 34s   | ARAE          | EEI                         | Baikonur 1/5        | Distrito de Zhanaarka |                                    | [ 37 ]               |
| 299                                                                          | 22.07.2015 21:02:44 UTC | 11.12.2015 13:12:30 UTC | 141d 16h 09m 46s   | Soyuz TMA-17M | Soyuz TMA-M 11F732A47 #717  | Baikonur 1/5        | Distrito de Ulytau    |                                    | [ 38 ]               |
| 299                                                                          | 9 anos                  | 9 anos                  | 141d 16h 09m 46s   | ARAE          | EEI                         | Baikonur 1/5        | Distrito de Ulytau    |                                    | [ 38 ]               |
| 300                                                                          | 02.09.2015 04:37:43 UTC | 02.03.2016 04:25:50 UTC | 181d 23h 48m 07s   | Soyuz TMA-18M | Soyuz TMA-M 11F732A47 #718  | Baikonur 1/5        | Distrito de Zhanaarka |                                    | [ 39 ]               |
| 300                                                                          | 9 anos                  | 9 anos                  | 181d 23h 48m 07s   | ARAE          | EEI                         | Baikonur 1/5        | Distrito de Zhanaarka |                                    | [ 39 ]               |
| 301                                                                          | 15.12.2015 11:03:09 UTC | 18.06.2016 09:15:06 UTC | 185d 22h 11m 57s   | Soyuz TMA-19M | Soyuz TMA-M 11F732A47 #719  | Baikonur 1/5        | Distrito de Zhanaarka |                                    | [ 40 ]               |
| 301                                                                          | 9 anos                  | 8 anos                  | 185d 22h 11m 57s   | ARAE          | EEI                         | Baikonur 1/5        | Distrito de Zhanaarka |                                    | [ 40 ]               |
| 2016                                                                         |                         |                         |                    |               |                             |                     |                       |                                    |                      |
| 302                                                                          | 18.03.2016 21:26:38 UTC | 07.09.2016 01:13:35 UTC | 172d 03h 46m 57s   | Soyuz TMA-20M | Soyuz TMA-M 11F732A47 #720  | Baikonur 1/5        | Distrito de Zhanaarka |                                    | [ 41 ]               |
| 302                                                                          | 9 anos                  | 8 anos                  | 172d 03h 46m 57s   | CEAER         | EEI                         | Baikonur 1/5        | Distrito de Zhanaarka |                                    | [ 41 ]               |
| 303                                                                          | 07.07.2016 01:36:40 UTC | 30.10.2016 03:58:23 UTC | 115d 02h 21m 43s   | Soyuz MS-01   | Soyuz MS 11F732A48 #731     | Baikonur 1/5        | Distrito de Zhanaarka |                                    | [ 42 ]               |
| 303                                                                          | 8 anos                  | 8 anos                  | 115d 02h 21m 43s   | CEAER         | EEI                         | Baikonur 1/5        | Distrito de Zhanaarka |                                    | [ 42 ]               |
| 304                                                                          | 16.10.2016 23:30:31 UTC | 18.11.2016 05:59:38 UTC | 32d 06h 29m 08s    | Shenzhou 11   | Shenzhou-11                 | Jiuquan LA-4/SLS-1  | Sonid Right Banner    |                                    | [ 43 ]               |
| 304                                                                          | 8 anos                  | 8 anos                  | 32d 06h 29m 08s    | CMSA          | Tiangong 2                  | Jiuquan LA-4/SLS-1  | Sonid Right Banner    |                                    | [ 43 ]               |
| 305                                                                          | 19.10.2016 08:05:14 UTC | 10.04.2017 11:20:21 UTC | 173d 03h 15m 08s * | Soyuz MS-02   | Soyuz MS 11F732A48 #732     | Baikonur 31/6       | Distrito de Zhanaarka |                                    | [ 44 ]               |
| 305                                                                          | 8 anos                  | 7 anos                  | 173d 03h 15m 08s * | CEAER         | EEI                         | Baikonur 31/6       | Distrito de Zhanaarka |                                    | [ 44 ]               |
| 306                                                                          | 17.11.2016 20:20:13 UTC | 02.06.2017 14:10:30 UTC | 196d 17h 50m 18s * | Soyuz MS-03   | Soyuz MS 11F732A48 #733     | Baikonur 1/5        | Distrito de Zhanaarka |                                    | [ 45 ]               |
| 306                                                                          | 8 anos                  | 7 anos                  | 196d 17h 50m 18s * | CEAER         | EEI                         | Baikonur 1/5        | Distrito de Zhanaarka |                                    | [ 45 ]               |
| 2017                                                                         |                         |                         |                    |               |                             |                     |                       |                                    |                      |
| 307                                                                          | 20.04.2017 07:13:43 UTC | 03.09.2017 01:21:41 UTC | 135d 18h 07m 58s   | Soyuz MS-04   | Soyuz MS 11F732A48 #735     | Baikonur 1/5        | Distrito de Zhanaarka |                                    | [ 46 ]               |
| 307                                                                          | 7 anos                  | 7 anos                  | 135d 18h 07m 58s   | CEAER         | EEI                         | Baikonur 1/5        | Distrito de Zhanaarka |                                    | [ 46 ]               |
| 308                                                                          | 28.07.2017 15:41:12 UTC | 14.12.2017 08:37:47 UTC | 138d 16h 56m 35s   | Soyuz MS-05   | Soyuz MS 11F732A48 #736     | Baikonur 1/5        | Distrito de Zhanaarka |                                    | [ 47 ]               |
| 308                                                                          | 7 anos                  | 7 anos                  | 138d 16h 56m 35s   | CEAER         | EEI                         | Baikonur 1/5        | Distrito de Zhanaarka |                                    | [ 47 ]               |
| 309                                                                          | 12.09.2017 21:17:02 UTC | 28.02.2018 02:31:06     | 168d 05h 14m 04s   | Soyuz MS-06   | Soyuz MS 11F732A48 #734     | Baikonur 1/5        | Distrito de Zhanaarka |                                    | [ 48 ]               |
| 309                                                                          | 7 anos                  | 7 anos                  | 168d 05h 14m 04s   | CEAER         | EEI                         | Baikonur 1/5        | Distrito de Zhanaarka |                                    | [ 48 ]               |
| 310                                                                          | 17.12.2017 07:21:01 UTC | 03.06.2018 12:39:13 UTC | 168d 05h 18m 12s   | Soyuz MS-07   | Soyuz MS 11F732A48 #737     | Baikonur 1/5        | Distrito de Zhanaarka |                                    | [ 49 ]               |
| 310                                                                          | 7 anos                  | 6 anos                  | 168d 05h 18m 12s   | CEAER         | EEI                         | Baikonur 1/5        | Distrito de Zhanaarka |                                    | [ 49 ]               |
| 2018                                                                         |                         |                         |                    |               |                             |                     |                       |                                    |                      |
| 311                                                                          | 21.03.2018 17:44:23 UTC | 04.10.2018 11:44:38 UTC | 196d 18h 00m 15s   | Soyuz MS-08   | Soyuz MS 11F732A48 #738     | Baikonur 1/5        | Distrito de Zhanaarka |                                    | [ 50 ]               |
| 311                                                                          | 7 anos                  | 6 anos                  | 196d 18h 00m 15s   | CEAER         | EEI                         | Baikonur 1/5        | Distrito de Zhanaarka |                                    | [ 50 ]               |
| 312                                                                          | 06.06.2018 11:12:39 UTC | 20.12.2018 05:02:48 UTC | 196d 17h 50m 09s   | Soyuz MS-09   | Soyuz MS 11F732A48 #739     | Baikonur 1/5        | Distrito de Zhanaarka |                                    | [ 51 ]               |
| 312                                                                          | 6 anos                  | 6 anos                  | 196d 17h 50m 09s   | CEAER         | EEI                         | Baikonur 1/5        | Distrito de Zhanaarka |                                    | [ 51 ]               |
| 313                                                                          | 03.12.2018 11:31:52 UTC | 25.06.2019 02:47:42 UTC | 203d 15h 15m 50s   | Soyuz MS-11   | Soyuz MS 11F732A48 #741     | Baikonur 1/5        | Distrito de Zhanaarka |                                    | [ 52 ]               |
| 313                                                                          | 6 anos                  | 5 anos                  | 203d 15h 15m 50s   | CEAER         | EEI                         | Baikonur 1/5        | Distrito de Zhanaarka |                                    | [ 52 ]               |
| 2019                                                                         |                         |                         |                    |               |                             |                     |                       |                                    |                      |
| 314                                                                          | 14.03.2019 19:14:08 UTC | 03.10.2019 11:00 UTC    | 202d 15h 45m 52s   | Soyuz MS-12   | Soyuz MS 11F732A48 #742     | Baikonur 1/5        | Cazaquistão           |                                    | [ 53 ]               |
| 314                                                                          | 6 anos                  | 5 anos                  | 202d 15h 45m 52s   | CEAER         | EEI                         | Baikonur 1/5        | Cazaquistão           |                                    | [ 53 ]               |
| 315                                                                          | 20.07.2019 16:28:21 UTC | 06.02.2020 09:12:45 UTC | 200d 16h 44m 01s   | Soyuz MS-13   | Soyuz MS 11F732A48 #746     | Baikonur 1/5        | Distrito de Zhanaarka |                                    | [ 54 ]               |
| 315                                                                          | 5 anos                  | 5 anos                  | 200d 16h 44m 01s   | CEAER         | EEI                         | Baikonur 1/5        | Distrito de Zhanaarka |                                    | [ 54 ]               |
| 316                                                                          | 25.09.2019 13:57:42 UTC | 17.04.2020 05:16:43 UTC | 204d 15h 19m 00s   | Soyuz MS-15   | Soyuz MS 11F732A48 #744     | Baikonur 1/5        | Distrito de Zhanaarka |                                    | [ 55 ]               |
| 316                                                                          | 5 anos                  | 4 anos                  | 204d 15h 19m 00s   | CEAER         | EEI                         | Baikonur 1/5        | Distrito de Zhanaarka |                                    | [ 55 ]               |

- As horas dos pousos dos STS são do Spacefacts.

### Aborto
A seguinte missão sofreu um aborto no lançamento, realizando um voo suborbital de acordo com a definição dos Estados Unidos:
| Nº | Lançamento              | Aterrissagem            | Duração Altitude | Missão      | Nave                    | Local de lançamento | Local de aterrissagem | Tripulação | Ref.   |
| -- | ----------------------- | ----------------------- | ---------------- | ----------- | ----------------------- | ------------------- | --------------------- | ---------- | ------ |
| 1  | 11.10.2018 08:40:15 UTC | 11.10.2018 08:59:56 UTC | 19m 40s          | Soyuz MS-10 | Soyuz MS 11F732A48 #740 | Baikonur 1/5        | Distrito de Ulytau    |            | [ 57 ] |
| 1  | 6 anos                  | 6 anos                  | 90,3 km          | CEAER       | Soyuz MS 11F732A48 #740 | Baikonur 1/5        | Distrito de Ulytau    |            | [ 57 ] |